# Ammotrypane fauveli
Ammotrypane fauveli är en ringmaskart som beskrevs av Maurice Caullery 1944. Ammotrypane fauveli ingår i släktet Ammotrypane och familjen Opheliidae. Inga underarter finns listade i Catalogue of Life.